# Hotel Puro Poznań
Hotel Puro Poznań – hotel mieszczący się na Starym Mieście w Poznaniu przy ul. Stawnej 12, pomiędzy ul. Wroniecką i ul. Żydowską.

## Architektura
Do 1910 w miejscu hotelu stał szpital żydowski. Obiekt został wzniesiony w latach 2013–2014 według projektu pracowni architektonicznej ASW Architekci Sp. z o.o. Sp. k., przez zespół architektów: Michała Ankiersztajna, Dariusza Stankiewicza i Jarosława Wrońskiego. W 2015 otrzymał architektoniczną Nagrodę Jana Baptysty Quadro.

## Hotel
Otwarcie nastąpiło 1 lipca 2014. W hotelu o powierzchni użytkowej  5937 m² i kubaturze 23434 m³ znajduje się łącznie 136 pokoi. W budynku mieści się strefa lobby, zaplecze konferencyjne oraz część gastronomiczna. W jednej z sal konferencyjnych wyeksponowany został fragment historycznej ściany odkrytej w początkowej fazie budowy.
W każdym pokoju znajdują się tablety służące m.in. do  zarządzania temperaturą i oświetleniem.

## Sieć
To pierwsza lokalizacja norweskiej sieci hotelowej Puro Hotels w Poznaniu, a trzecia na obszarze Polski. Pierwszy hotel tej sieci został otwarty w 2011 we Wrocławiu, położony jest przy Narodowym Forum Muzyki. Następny otwarto w Krakowie w 2013 przy Galerii Krakowskiej i dworcu kolejowym, kolejny w 2014 w Poznaniu na Starym Mieście, a w 2015 następny w Gdańsku na Wyspie Spichrzów. Kolejne trzy hotele tej sieci to: drugi hotel w Krakowie, na Kazimierzu, otwarty 1 lipca 2018 z 228 pokojami; hotel w Łodzi, który funkcjonuje od 1 marca 2019, mieszczący 130 pokoi, usytuowany naprzeciwko dawnego Pałacu Poznańskich i Manufaktury i hotel w Warszawie przy ul. Widok w pobliżu Ronda Dmowskiego, otwarty w kwietniu 2019, posiadający 148 pokoi.